# Michel Jacquet
Pour les articles homonymes, voir Michel Jacquet (homonymie) et Jacquet.
Michel Jacquet, né le 16 février 1907 à Saint-Étienne-le-Molard (Loire) et mort le 9 avril 1976 à Saint-Étienne-le-Molard, est un homme politique français. Il est député de la 7e circonscription de la Loire pendant 24 ans.

## Biographie
Naissance le 16 février 1907 dans le Forez, de Joannès Jacquet et Antoinette Péragut. Décès le 9 avril 1976 en son domicile de Saint-Étienne-Le-Molard des suites d’une longue maladie.
Maire de Saint-Étienne-Le-Molard du 12 septembre 1943 au 9 avril 1976. Conseiller général du canton de Boën-sur-Lignon de 1949 à 1970. Député de la Loire (7e circonscription - Montbrison) de 1952 à 1976. Candidat sur la liste dite « liste des Ministres » le 17 juin 1951, il n’a pas été élu car seuls les dits « ministres » de cette liste ont été élus (Georges Bidault, Antoine Pinay et Eugène Claudius-Petit). C’est à la suite du décès de la députée communiste Denise Bastide que M. Jacquet est devenu député en 1952 lors d’une élection partielle le 18 mai.
Questeur, à l'Assemblée Nationale de 1958 à 1962 puis de 1966 à 1976.
Sa famille est implantée dans la commune depuis plus de deux siècles, d’abord dans la ferme des Fangerons puis au bourg du village de Saint-Étienne-Le-Molard. Son père Joannès Jacquet (1878-1940) fut maire de la commune de 1912 à 1940 ainsi que Son grand-père Michel Jacquet (1850-1921) de 1879 à 1880. Son arrière-grand-père, Claude Jacquet (1823-1875), de 1859-1875. Enfin le père de ce dernier, Michel Jacquet (1789-1855), de 1836 à 1837.

## Vie privée
- Études secondaires à l’institution Victor-de-Laprade à Montbrison.

- Mariage le 31 mai 1930 avec Louise Denis, à Saint-Étienne-le-Molard, trois enfants.